# Апостолівський район
Апо́столівський райо́н — колишня адміністративно-територіальна одиниця України, що була розташована на півдні Дніпропетровської області. Адміністративний центр місто Апостолове. Населення становило 57 403 осіб (на 1 лютого 2012 року).
17 липня 2020 року був ліквідований внаслідок адміністративно-територіальної реформи.

## Географія
Загальна площа земель становить 138 000 га, сільськогосподарських угідь — 104,756 га. Переважну більшість району займають чорноземи, більшість з яких звичайні й південні.

### Розташування
На півночі межує з Криворізьким та Софіївським районами, на сході з Нікопольським, на півдні з Високопільським і Нововоронцовським районами Херсонської області та на заході з Широківським районом.

### Клімат
Клімат району помірно континентальний. Характеризується відносно прохолодною зимою і спекотним літом. Середня річна температура в межах +7…+9 °С. Найхолодніший місяць — січень (–4…–6 °С), найтепліший — липень (+21…+23 °С). Річна кількість опадів 400—430 мм. Кількість сонячних днів становить в середньому 240 на рік. Середньорічна кількість опадів становить 400—480 мм близько 2/3 з них випадає в теплий період року. Стійкий сніжний покрив буває в 50 % взимку. Влітку переважають південно-східні сухі вітри, які часто завдають значної шкоди сільському господарству. Апостолівський район відносять до одного з найпосушливіших районів Дніпропетровської області.

### Надра
З природних ресурсів у районі є запаси марганцевих руд, боксити, глина, руда, кварц, буре вугілля, граніт, вапняк. Видобувають граніт і глину. Запасів граніту тут понад 70 млн м3.

### Водні ресурси
Основними водними артеріями району є неглибокі річки: Кам'янка, Базавлук, Базавлучок, Жовтенька. На території району на південному сході розташоване Каховське водосховище. Крім того, проходить канал Дніпро — Кривий Ріг, який було збудовано в 1960-ті роки. Навколо цього каналу розташована ціла мережа каналів для зрошення сільськогосподарських земель.
За даними Апостолівського міжрайонного управління водного господарства на території району розташовано:
- 155 ставків, загальною площею водного дзеркала 1122,91 га;
- 4 водосховища, загальною площею водного дзеркала 1828,5 га;
- 6 річок, загальною довжиною 117,6 км.

### Екологія
Однією з найболючіших проблем району є якість питної води. Зокрема показники мікробіологічної оцінки якості, наявності нестандартних проб, рівнем вмісту коліфагів та наявності ентеровірусів у питній воді району в декілька раз перевищують аналогічні середньобласні показники. Криворізька ТЕС розташована в місті Зеленодольськ є одним із найбільших забруднювачів в Дніпропетровській області, річний об'єм скидання забруднених вод у Зелонодольське водосховище в 2002 році становив 7 443 000 м3.
Різке посилення процесів підтоплення населених пунктів та сільгоспугідь останніми роками призвело до виникнення на території району вкрай незадовільних санітарно-побутових та екологічних умов проживання людей. Порушення режиму підземних та поверхневих вод викликане, насамперед, факторами техногенного характеру. Виділяються ділянки, де підвищення рівня ґрунтових вод зафіксовано практично до земної поверхні. Згідно з довгостроковим прогнозом циклічності природної водності практично на всій території району очікується подальше підвищення рівня ґрунтових вод, що триватиме до 2035 року.

## Історія
Відомості про перших поселенців сягають давнини. Це була територія на якій починаючи з VI—III тис. до н. е. жили скіфи, сармати, уличі та печеніги.
У першій половині XVI століття ця територія належала Запорізькій Січі. Тут формувалися загони, які під проводом Богдана Хмельницького в 1648 році виступили проти польсько-литовської влади.
Центр району місто Апостолове засноване державними селянами- переселенцями в 1793 році. Спочатку село мало назву Вошиве ( бо було розташоване на прудах та балці Вошивій), а згодом, після освячення церкви на честь Покрова Богородиці, дістало назву Покровське, а пізніше й Ново-Покровське. В 1902 році під час будування залізничної колії, частину земель, що була в часному володінні у нащадків Михайла Даниловича Апостола(правнука останнього виборного гетьмана війська Запорізського Данила Апостола) поблизу Покровського, було продано під будівництво з умовою, що станція буде носити назву, пов'язану з родиною Апостолів.Тому й до сьогодення станція має назву " Апостолово". В 15 км від станції розташоване село Михайлівка, яке заснував Михайло Данилович Апостол, придбавши в 1793 році 12 тисяч десятин вільної землі.Михайло на свою честь назвав населений пункт Михайловка- Апостолово.Ця назва за селом зберігалася майже до 1923 року. Потім село залишилося під назвою Михайлівка. 
Згідно даних Губернського статистичного комітету по 1896 року село Покровське було волосним центром з волосним правлінням на 736 дворів, 4419 мешканців (2213 чол., 2206 жін.). Була православна церква, земська одно-класна школа на 158 учнів (130 хлопч., 28 дівч.), церковно-приходська школа на 35 учнів (15 хлопч., 20 дівч.), ярмарок, 50 базарних днів, 6 лавок, 2 винні лавки та корчма.                                                                           
В роки громадянської війни Апостолівський район був одним із важливих воєнних плацдармів боротьби між більшовицькими військами та силами генерала Петра Врангеля.
1923 року був створений Апостолівський район у складі Криворізької округи Катеринославської губернії з центром в місті, об'єднавши село Покровське, залізничну станцію Апостолово та робітниче селище й нарекли районий центр Апостоловим.
Апостолівський район, як і весь регіон сильно постраждав під час голодомору — кількість населення району з 1927 по 1936 роки зменшилося майже на третину.
1930 року зі скасуванням Криворізької округи Апостолівський район увійшов до Дніпропетровської області. У 1936-1938 роках Апостолівський район називався Косіорівським, а з 1938 року Єжовським районом у зв'язку з перейменуваннями районного центру, повернувши собі знову назву Апостолівського району перед 2 світовою війною. У 1941—1943 роках Апостолівський район входив до Криворізького земельного повіту Дніпропетровського генерального округу.
Кілька партизанських загонів діяло тут і в роки Другої світової війни. 3599 жителів району нагороджено орденами і медалями, одному з жителів, Фартушному Дмитру Васильовичу — присвоєно звання Героя Радянського Союзу.
Кінодраматург Олександр Довженко в колишньому селі Грушівка Апостолівського району створював відомий твір «Поема про море», яка стала класикою українського кіномистецтва.

## Адміністративний устрій
Район адміністративно-територіально поділяється на 2 міські та 2 сільські громади, які об'єднують 39 населених пунктів та підпорядковані Апостолівській районній раді. Адміністративний центр — місто Апостолове.

### Найбільші населені пункти
| №  | Населений пункт  | Населення, осіб (2001) |
| -- | ---------------- | ---------------------- |
| 1  | Апостолове       | 16 356                 |
| 2  | Зеленодольськ    | 14 986                 |
| 3  | Мар'янське       | 4 183                  |
| 4  | Нива Трудова     | 4 004                  |
| 5  | Грушівка         | 3 998                  |
| 6  | Велика Костромка | 2 784                  |
| 7  | Кам'янка         | 1 896                  |
| 8  | Токівське        | 1 699                  |
| 9  | Михайлівка       | 1 513                  |
| 10 | Запорізьке       | 1 261                  |

## Населення
Згідно з результатами Перепису населення України 2001 року в Апостолівському районі проживає 64 000 осіб. Кількість мешканців району з 1989 року зменшилась на 6 300 осіб. Доля чоловіків становить 46,8 % (30 000 чол.), тоді як жінок 53,2 % (34 000 чол.), і це відношення в порівнянні з 1989 роком майже не змінилося. В містах проживає 31 200, а в селах 32 800 мешканців району. Доля українців у загальній кількості мешканців району становить 79,3 % і має стійку тенденцію до збільшення, у той час як доля росіян 17,6 % і постійно знижується. Кількість представників інших національностей становить менше 1 %.
Розподіл населення за віком та статтю (2001)
| Стать | Всього | До 15 років | 15-24 | 25-44 | 45-64 | 65-85 | Понад 85 |
| --- | ------ | ----------- | ----- | ----- | ----- | ----- | -------- |
| Чоловіки | 30 071 | 6297        | 4264  | 9070  | 7465  | 2879  | 96       |
| Жінки | 34 169 | 5730        | 3879  | 9458  | 9390  | 5282  | 430      |
| \| Статево-вікова піраміда \| Статево-вікова піраміда \| Статево-вікова піраміда \| \| ----------------------- \| ----------------------- \| ----------------------- \| \| Чоловіки \| Вік \| Жінки \| \| 96 \| 85 + \| 430 \| \| 144 \| 80-84 \| 481 \| \| 498 \| 75-79 \| 1252 \| \| 1029 \| 70-74 \| 1774 \| \| 1208 \| 65-69 \| 1775 \| \| 2227 \| 60-64 \| 3188 \| \| 1238 \| 55-59 \| 1670 \| \| 1860 \| 50-54 \| 2180 \| \| 2140 \| 45-49 \| 2352 \| \| 2598 \| 40-44 \| 2636 \| \| 2409 \| 35-39 \| 2577 \| \| 2029 \| 30-34 \| 2207 \| \| 2034 \| 25-29 \| 2038 \| \| 1895 \| 20-24 \| 1844 \| \| 2369 \| 15-20 \| 2035 \| \| 2744 \| 10-14 \| 2572 \| \| 2106 \| 5-9 \| 1811 \| \| 1447 \| 0-4 \| 1347 \| |        |             |       |       |       |       |          |
| Статево-вікова піраміда |        |             |       |       |       |       |          |
| Чоловіки | Вік    | Жінки       |       |       |       |       |          |
| 96 | 85 +   | 430         |       |       |       |       |          |
| 144 | 80-84  | 481         |       |       |       |       |          |
| 498 | 75-79  | 1252        |       |       |       |       |          |
| 1029 | 70-74  | 1774        |       |       |       |       |          |
| 1208 | 65-69  | 1775        |       |       |       |       |          |
| 2227 | 60-64  | 3188        |       |       |       |       |          |
| 1238 | 55-59  | 1670        |       |       |       |       |          |
| 1860 | 50-54  | 2180        |       |       |       |       |          |
| 2140 | 45-49  | 2352        |       |       |       |       |          |
| 2598 | 40-44  | 2636        |       |       |       |       |          |
| 2409 | 35-39  | 2577        |       |       |       |       |          |
| 2029 | 30-34  | 2207        |       |       |       |       |          |
| 2034 | 25-29  | 2038        |       |       |       |       |          |
| 1895 | 20-24  | 1844        |       |       |       |       |          |
| 2369 | 15-20  | 2035        |       |       |       |       |          |
| 2744 | 10-14  | 2572        |       |       |       |       |          |
| 2106 | 5-9    | 1811        |       |       |       |       |          |
| 1447 | 0-4    | 1347        |       |       |       |       |          |

За даними Головного управління статистики в Дніпропетровській області кількість населення в районі на 1 лютого 2011 року становила 57 673 осіб.

## Економіка
Економічну основу району забезпечує промисловість та аграрний сектор. У агропромисловому комплексі району функціонують 36 товариств, 218 фермерських господарств. На території району також розташовані промислові підприємства: ВП «Київський кар'єр», ТОВ «Апостолівагромаш», ВАТ «Підстепнянський завод будівельних матеріалів», ВАТ «Апостолівський комбікормовий завод», ТОВ «Зеленодольський хлібокомбінат», ВАТ «Завод Континент».
На території району розташована одна з найбільших в Україні теплових електростанцій — Криворізька ДРЕС-2 яка є структурним підрозділом ВАТ «Дніпроенерго», проектна потужність 24,8 мільярдів кВт/год. Питома вага в загальному обсязі виробництва становить 95 %.
Апостолівський район займає друге місце серед сільських районів області з виробництва промислової продукції, яку випускають 10 підприємств: електрична та теплова енергія, гранітні блоки, щебінь, збірний залізобетон, відцентрові насоси, борони, комбікорм і гранульовані висівки, борошно, макаронні та хлібобулочні вироби, ковбасні вироби, олія та інше. 95 % загального обсягу промислової продукції в районі займає виробництво електроенергії (Криворізька ТЕС), в середньому на рік виробляється 4,5 млрд кв. годин на рік.
Продукція з Апостолівського граніту (Токівський гранітний кар'єр та ВП «Київський кар'єр») широко відома як в Україні, так і за її межами. Токівським гранітом, наприклад, облицьовано будівлю Московського державного університету імені М. В. Ломоносова на Воробйових горах, проведено реконструкцію Мавзолею Володимира Леніна, з того ж граніту споруджено постаменти для пам'ятників Володимиру Леніну у Дніпрі та Івану Франку у Львові.

## Транспорт
Районом проходить транспортний коридор Н23 (Кропивницький — Запоріжжя), також регіональні автошляхи Т 0403, Т 0411, Т 0419 та Т 0443.
У районі розташований залізничний вузол станція Апостолове, яка є кінцевою для лінії у напрямку Дніпра-Лоцманської та Нижньодніпровськ-Вузла. Є транзитною на лінії Кривий Ріг — Нікополь — Запоріжжя та відгалуження в напрямку Снігурівки — Херсона.
Залізничні станції: 373 км, Жовтокам'янка, Підстепне та Тік.
Зупинні пункти: 29 км, 47 км, 71 км, 335 км, 355 км та Нива Трудова.

## Побут та інфраструктура

### Медичне обслуговування населення
Надання медичної допомоги проводиться центральною районною та Зеленодольською міською лікарнями, 8-ма лікарськими амбулаторіями та 21 ФАПом.

### Освіта та культура
В районі функціонує 29 шкіл, де навчається майже 8 000 учнів, 3 позашкільні заклади, 22 дитячих садків із 1378 вихованцями. Працюють 725 педагогів. Функціонує 25 профільних класів, де 812 учнів навчаються за природно-математичним, суспільно-гуманітарним, художньо-естетичним, технологічним профілями. Ведеться позашкільна робота в 285 гуртках. Виробнича міжшкільна майстерня здійснює професійну підготовку учнів 10-11 класів з 6 професій. Гарячим харчуванням охоплено понад 80 % дітей, 2515 учнів — безкоштовно.
У районі працюють 25 клубних установ, Палац культури, районний Будинок культури, Історико-краєзнавчий музей, 3 школи естетичного виховання, 3 спортивні школи.

### Засоби масової інформації
В районі видається газета «Апостолівські новини». Працює місцевий телеканал «Атлант» та FM-радіостанція «Атлант».

## Об'єкти туризму
На території Апостолівського району знайдено і досі знаходять велику кількість половецьких баб. Біля села Усть-Кам'янка археологами було знайдено та досліджено кургани Сарматського часу. В Апостолівському районі відкрито слов'янське поселення, житла якого були глинобитними, а всередині їх містилися печі-кам'янки. Тут же знайдені зернотертки. Відкриті слов'янські поселення не мають укріплень.
Поблизу міста досліджено кілька курганів доби бронзи (III—І тис. до РХ).
В Апостоловому збереглася Церква Святої Покрови. Працює Народний музей історії Апостолівського району.

## Особистості
Два уродженця району нагороджено званням Героя Радянського союзу, Калина Олександр Данилович — Герой Радянського Союзу, льотчик-випробувач ОКБ А. Н. Туполєва, та Фартушний Дмитро Васильович — Герой Радянського Союзу, командир роти 229-го гвардійського стрілецького полку 72-ї гвардійської стрілецької дивізії 7-ї гвардійської армії Степового фронту, гвардії лейтенант. Помер у шпиталі в 1946 році, похований в Апостоловому. У місті народився Петруш Микола Андрійович — 1856 року народження, Херсонська губернія, генерал-майор Російської армії у відставці, нагороджений багатьма орденами Російської імперії.
За одержання високих урожаїв зернових культур були нагороджені званням Героя Соціалістичної Праці керувальним відділком радгоспу С. М. Коваленку присвоєно звання та ланкова Я. М. Корчевій.
В районі народилося чимало відомих діячів української культури — український маляр-реаліст Шишко Григорій Гордійович та українська поетеса — Марія Павленко (*1939-†2006), секретар Житомирської Спілки письменників України, голова літературного об'єднання імені Михайла Клименка. Село Мар'янське дало світу Олексія Нирка — подвижника кобзарства Криму і Кубані, бандуриста, історика кобзарства, голову Ялтинської «Просвіти» (1988–1991), керівника капели бандуристів ім. С. Руданського в Ялті. Відразу двох відомих українських поетів дало село Кам'янка — Іов Іван Павлович та Чхан Михайло Антонович.
Народилися в районі й два відомих представника українського спорту — Ольга Гребенюк — перша жінка в Дніпропетровській області, яка носить звання Майстра спорту України з гирьового спорту, та Андрій Гребенюк — один із відомих силачів України.
В селі Михайлівка Апостолівського району народився відомий український журналіст і політичний діяч Семенко Юрій Сергійович. Також в Михайлівці народився відомий під час Другої світової війни снайпер Ганочка Михайло Григорович, отримавший 138 перемог.

## Політика
25 травня 2014 року відбулися Президентські вибори України. У межах Апостолівського району були створені 34 виборчі дільниці. Явка на виборах складала — 51,19 % (проголосували 24 144 із 47 163 виборців). Найбільшу кількість голосів отримав Петро Порошенко — 41,43 % (10 004 виборці); Олег Ляшко — 9,25 % (2234 виборці), Сергій Тігіпко — 9,14 % (2 206 виборців), Юлія Тимошенко — 8,98 % (2 167 виборців), Анатолій Гриценко — 7,60 % (1 834 виборців). Решта кандидатів набрали меншу кількість голосів. Кількість недійсних або зіпсованих бюлетенів — 2,60 %.